# Marynarz (funkcja)

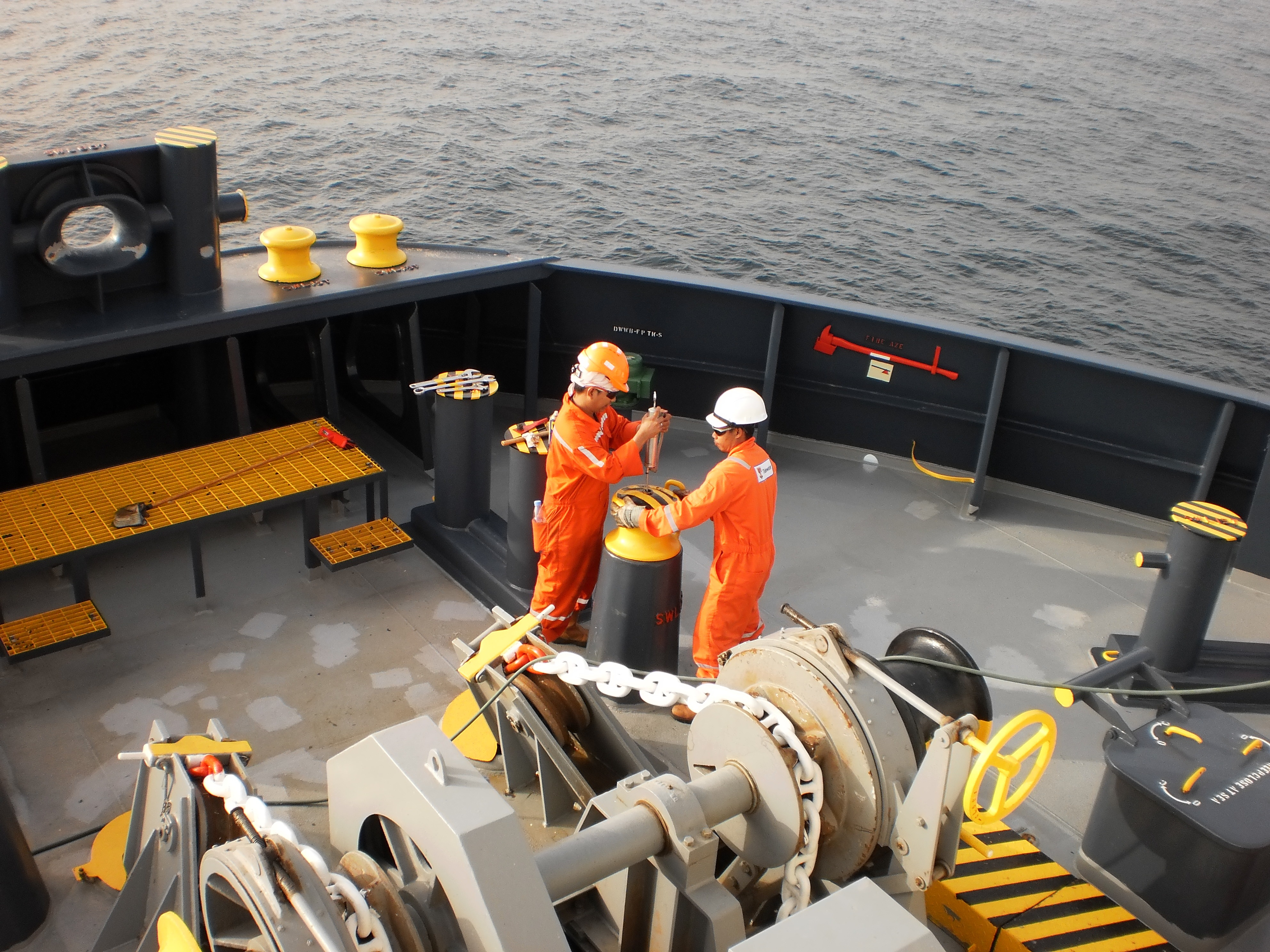
Marynarze przy pracy (konserwacja sprzętu) na statku AHTS

Marynarz – podstawowa (nieoficerska) funkcja w dziale pokładowym na statku handlowym. W marynarce handlowej wyróżnia się trzy stanowiska marynarskie:
- młodszy marynarz
- marynarz wachtowy
- starszy marynarz.

W związku na zmianę przepisów dotyczących świadectw na wniosek zainteresowanego podlegają wymianie:
- świadectwo starszego marynarza w żegludze krajowej - na świadectwo starszego marynarza;
- świadectwo marynarza w żegludze krajowej - na świadectwo marynarza wachtowego.

Funkcja marynarza i starszego marynarza jest zaliczana do stanowisk pomocniczych niezbędnych dla zapewnienia bezpieczeństwa żeglugi.

## Kwalifikacje marynarzy działu pokładowego statków morskich
Osoby zajmujące stanowiska marynarskie muszą wykazać się odpowiednimi kwalifikacjami udokumentowanymi świadectwem wydanym przez urząd morski.
1. Do uzyskania świadectwa młodszego marynarza pokładowego wymagane jest posiadanie świadectw o przeszkoleniach w zakresie:
  - indywidualnych technik ratunkowych,
  - ochrony przeciwpożarowej stopnia podstawowego,
  - elementarnej pomocy medycznej,
  - bezpieczeństwa własnego i odpowiedzialności wspólnej,
  - ukończone 16 lat.
2. Do uzyskania świadectwa marynarza wachtowego wymagane jest (opcjonalnie):
  - zaliczenie pierwszego roku studiów na kierunku nawigacyjnym w wyższej uczelni morskiej oraz posiadanie 2-miesięcznej praktyki pływania na statkach morskich w dziale pokładowym,
  - ukończenie pierwszego roku nauki na kierunku nawigacyjnym w ośrodku szkoleniowym (policealne szkoły morskie),  kształcącym co najmniej na poziomie operacyjnym oraz posiadanie 2-miesięcznej praktyki pływania na statkach morskich w dziale pokładowym,
  - ukończenie nauki na kierunku pokładowym w ośrodku szkoleniowym (policealne szkoły morskie, średnie szkoły zawodowe)  oraz posiadanie 2-miesięcznej praktyki pływania na statkach morskich w dziale pokładowym,
  - posiadanie 12-miesięcznej praktyki pływania na statkach morskich w dziale pokładowym oraz złożenie egzaminu na poziomie pomocniczym,
  - posiadanie 24-miesięcznej praktyki pływania w służbie radiowej na stanowisku radiooficera, w tym ukończenie pod nadzorem oficera wachtowego 6-miesięcznego programu szkolenia praktycznego na statkach morskich oraz złożenie egzaminu na poziomie pomocniczym,
  - posiadanie dyplomu oficera mechanika wachtowego lub oficera elektroautomatyka, 24-miesięcznej praktyki pływania w dziale maszynowym, w tym co najmniej 2 miesiące szkolenia praktycznego w dziale pokładowym oraz ukończenie szkolenia w ośrodku szkoleniowym i złożenie egzaminu na poziomie pomocniczym,
  - posiadanie 24-miesięcznego okresu zatrudnienia w charakterze pracownika przetwórni statku rybackiego oraz ukończenie kursu w ośrodku szkoleniowym i złożenie egzaminu na poziomie pomocniczym.
3. Do uzyskania świadectwa starszego marynarza wymagane jest złożenie egzaminu na to świadectwo, posiadanie świadectwa ratownika oraz posiadanie (opcjonalnie):
  - 36-miesięcznej praktyki pływania na morskich statkach handlowych w dziale pokładowym,
  - świadectwa marynarza wachtowego oraz dodatkowej 24-miesięcznej praktyki pływania na morskich statkach handlowych w dziale pokładowym.

Osoby ubiegające się o uzyskanie świadectwa marynarza oraz starszego marynarza muszą mieć ukończone 18 lat.

## Dodatkowe przeszkolenia specjalistyczne
- Na zbiornikowcach każdy marynarz zatrudniony na poziomie pomocniczym obowiązany jest posiadać świadectwo przeszkolenia stopnia podstawowego na zbiornikowce.
- Na statkach pasażerskich ro-ro i innych niż ro-ro:
  - marynarz obowiązany jest posiadać świadectwo w zakresie bezpieczeństwa, kierowania tłumem, bezpieczeństwa pasażerów, odpowiednio na statku pasażerskim ro-ro i statku pasażerskim innym niż ro-ro.
  - członkowie załogi odpowiedzialni za załadunek, wyładunek i mocowanie ładunku oraz zamknięcie kadłuba obowiązani są posiadać świadectwo przeszkolenia w zakresie dowodzenia w sytuacjach kryzysowych, o zachowaniach ludzkich, bezpieczeństwie pasażerów i ładunku oraz szczelności kadłuba odpowiednio na statku pasażerskim ro-ro i statku pasażerskim innym niż ro-ro.

## Uprawnienia marynarzy
1. świadectwo marynarza wachtowego upoważnia do zajmowania stanowisk:
  - marynarza wachtowego - na każdym statku,
  - kierownika łodzi o długości całkowitej do 9 m i mocy silnika do 200 kW w żegludze krajowej bez prawa przewozu pasażerów - pod warunkiem złożenia egzaminu z zakresu obsługi silników spalinowych;
2. świadectwo starszego marynarza upoważnia do zajmowania stanowisk:
  - starszego marynarza - na każdym statku,
  - kierowników:
    - na statku bez własnego napędu o pojemności brutto poniżej 500 w żegludze krajowej,
    - na statku o długości całkowitej do 15 m i mocy silnika do 200 kW w żegludze krajowej bez prawa przewozu pasażerów - pod warunkiem złożenia egzaminu z zakresu obsługi silników spalinowych.